# Jacques Tati

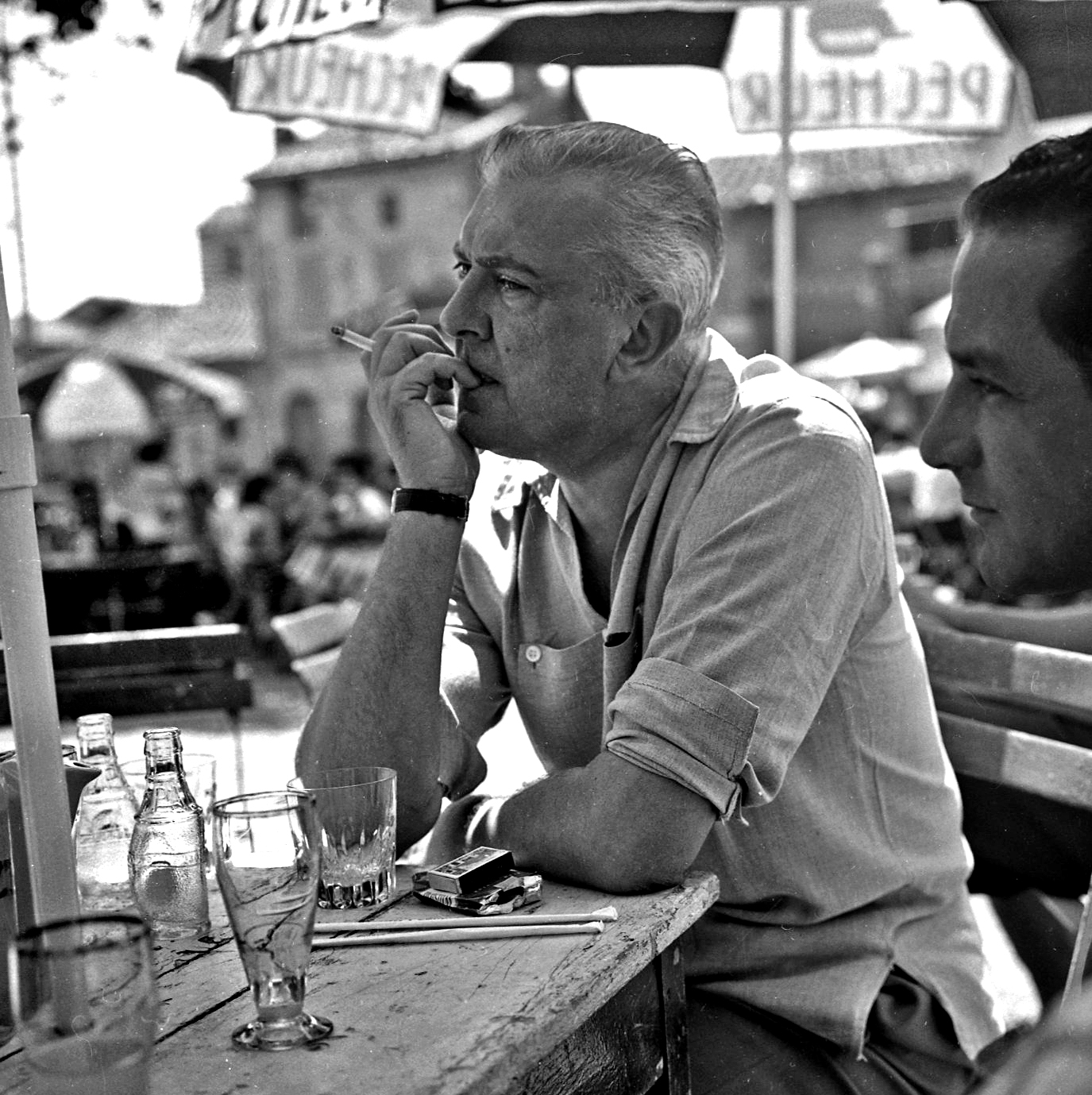
Jacques Tati 1961.

Jacques Tati, nome artístico de Jacques Tatischeff (Le Pecq, 9 de outubro de 1907 — Paris, 5 de novembro de 1982), foi um ator e cineasta francês.

## Biografia
Filho de pai russo e de mãe francesa, seu verdadeiro nome era Jacques Tatischeff. Alto, com 1,91 m, se projetou inicialmente no campo esportivo e se tornou um dos principais jogadores de rugby da França. Era um hábil mímico e durante dois anos tentou, sem sucesso, fazer carreira no music-hall. A oportunidade surgiu em um espetáculo de gala no Hotel Ritz e a partir daí ele se tornou um comediante de boulevard. Em 1932 começou sua carreira como ator e roteirista, realizando uma série de curtas-metragens e de 1945 a 1946 fez dois filmes do consagrado diretor Claude Autant-Lara.
Sua carreira de cineasta começou em 1947 com "Jour de Fète" que lhe rendeu o prêmio de melhor roteiro no Festival de Veneza, na Itália e o Grande Prêmio do Cinema Francês em 1950.
As Férias do Sr. Hulot, lançado em 1953, levou mais de um ano para ser completado já que Tati brigava constantemente com os produtores. Tati lucrou com seus primeiros filmes, mas ficou seis anos sem filmar. Quando retornou com "Playtime", uma grande superprodução com 150 minutos de duração e que lhe deu um prejuízo de 8 000 milhões de francos, Tati viu sua empresa desmoronar.
Em 1970 ele tentou se recuperar do fracasso de "Playtime" com outro filme, "Trafic", mas o relativo sucesso do filme não foi suficiente para recuperar sua fama.

## Morte
Debilitado por graves problemas de saúde, Tati faleceu em 5 de novembro de 1982, aos 75 anos, de embolia pulmonar.

## Filmografia
- 1932 - Oscar, champion de tennis
- 1934 - On demande une brute
- 1935 - Gai dimanche
- 1936 - Soigne ton gauche
- 1938 - Retour à la terre
- 1946 - Sylvie et le fantôme
- 1947 - L'école des facteurs (br: Escola de Carteiros)
- 1947 - Le diableau corps
- 1948 - Jour de fète (br: Carrossel da Esperança)
- 1953 - Les Vacances de monsieur Hulot (br: As Férias do Sr. Hulot)
- 1958 - Mon oncle (br: Meu Tio)
- 1967 - Cours du soir
- 1967 - Playtime (br: Tempo de Diversão; pt: Vida Moderna)
- 1971 - Trafic (br: As Aventuras do Sr. Hulot no Trânsito Louco)
- 1974 - Parade - feito em vídeo para a TV